# Ze Kalanga
Paulo Batista Nsimba (Luanda, 10 december 1983) - alias Ze Kalanga - is een Angolees voetballer die bij voorkeur als vleugelspeler speelt. Hij verruilde in juli 2013 Santos FC de Angola voor FC Onze Bravos do Maquis. Ze Kalanga debuteerde in 2004 in het Angolees voetbalelftal, waarmee hij actief was op onder meer het WK 2006.

## Clubhistorie
- 2004-2006:  Petro Atletico
- 2006-2010:  Dinamo Boekarest
  - 2007-2008: →  Boavista
- 2010-2011:  Recreativo do Libolo
- 2012:  Santos de Angola
- 2013- :  Bravos do Maquis

## Erelijst
- Angolees voetballer van het jaar